# ドラゴンロード
『ドラゴンロード』（原題: 龍少爺／英題: Dragon Lord）は、1982年に製作された、ジャッキー・チェン監督・主演のアクション映画。

## 概要
『バトルクリーク・ブロー』でアメリカ合衆国進出を試みたものの、興行的に振るわず失意の中にあったジャッキーが、ホームグラウンドの香港で巻き返しを図って製作した作品である。悪役と格闘して勝利するだけのストーリーとせず、見せ場として中国の伝統文化と近代スポーツを融合した架空の競技で戦うシーンや、主人公の恋愛を取り入れるなど、明るく楽しい青春活劇に仕立て、これまでのカンフー映画とは違う方向性を狙った意欲的な作品となった。香港での成績は 10,936,344香港ドル（香港年間ランキング7位）であった。なお、ジャッキーの意気込みに反し、海外興行成績は日本以外では振るわなかった。
当初は『Young Master in Love（恋するヤングマスター）』という仮題で、ジャッキーの前監督作『ヤングマスター 師弟出馬』の続編として企画されたが、独立したストーリーに変更された。続編企画であった名残りとして『ヤングマスター 師弟出馬』に出演したティエン・ファンや、ウォン・インシクが同様の役柄で出演している。
主人公の相棒役として、ジャッキー率いるスタントチーム「成家班」のマース（火星）が抜擢された。

## ストーリー
辛亥革命直後の香港郊外の村。その村では、サッカーのようにゴールキーパーの存在するジェンズ（毽子＝羽根蹴り競技）・「ドラゴンキッカー」および、搶包山（竹で組んだやぐらに山積みにした蓮蓉包というパンを奪い合う祭り）とラグビーを融合したような球技「黄金饅頭争奪戦」の2大行事が人々の楽しみであり、ともに村の名士の御曹司であるロンとジムは、この2つのスポーツでチームを組む仲間であった。
ロンはあるとき、シャオリーという娘に一目惚れをし、盛んにアタックを繰り返したが、一向になびく様子がないばかりか、嫌われる始末となった。何とか想いを伝えようと、凧で恋文を届けようとして、ある廃墟となった屋敷の屋根へ凧を引っ掛けてしまう。その屋敷は盗賊団のアジトで、清朝の財宝を国外へ売り飛ばし、大金をせしめる算段の最中だった。凧を取るために断りなく屋根に登ったロンは、屋根に潜伏している男と鉢合わせしてしまう。男は盗賊団でかつて「副長官」と呼ばれた元メンバーで、国の宝を外国に売り渡すことがどうしても許せず、たくらみを食い止めるチャンスをうかがっていたのだった。財宝輸出計画には、ジムの父親で新政府の外務官・ウォンも関わっていたが、いつまでも納得のいく売却価格を決められないウォンに対し、盗賊団はいら立ちを感じていた。
やがて副長官は、計画をバラされることを恐れた盗賊団の首領・通称「長官」に命を狙われ、瀕死の重傷を負った。ロンとジムは副長官を、ジムの実家であるウォン邸の納屋にかくまう。副長官が2人に、財宝輸出計画のことや、売却価格を下げるために特に重要な財宝を別の場所に隠したことを話すと、2人は純真に協力を申し出た。ウォン邸に副長官がいることを知った長官は、ウォンが副長官と組んで計画を反故にするつもりだと思い込んで逆上し、ウォンを人質にして、一味を連れて納屋に乗り込んだ。ロンとジムはウォンを救出し、懸命に戦ったすえ、盗賊団を返り討ちにした。

### 登場人物
登場人物の名は翻訳フォーマットやソフトウェアのバージョンによって異なる。
賀雲龍（ロン／ドラゴン）
武術道場を開いている家の息子。文武両道を重んじる父親の厳格な方針のため、拳法の稽古と漢詩の暗唱を課される日々を送るが、家庭教師や道場生たちを抱き込み、父親の目を盗んで街へ抜け出しては、遊びに明け暮れる生活を送っている。ドラゴンキッカーチーム「ドラゴンズ」のキャプテン。
阿牛（ジム／ガウ）
ロンの幼なじみで、新政府の役人・ウォンの息子。ドラゴンキッカーチーム「ドラゴンズ」のゴールキーパー。自宅でピアノ教師をつけさせられて歌のレッスンを受けているが、大変な音痴である。ロンの実家の道場で学んでいる描写はないが、武道の心得がややある。
ロンの父（ホー）
武道家で村の有力者。絵に描いたように厳格な人物。
温秀麗（シャオリー／シャーリー／サウライ）
本作のヒロインであるが、出番はそれほど多くない。ロンが気を惹くために、道場生によるナンパから彼女を救う芝居を仕組むもうまくいかず、さらにジムの横槍で喧嘩になったことでたくらみが露呈したことに加え、ドラゴンキッカーの試合を観戦中、ロンが蹴った羽根が顔に当たって怪我をしたため、ロンを完全に軽蔑する。
四姑（セイおばさん）
村の若者を縁付けて、その報酬で生活している女性。仕事柄、若者たちの性格や生活範囲に詳しく、シャオリーと結ばれたいロンに、シャオリーが毎月決まって15日に地元の寺院・岳王廟に参詣することを教える。そこは副長官の潜伏先であり、ロンたちの運命が大きく動く遠因となった。
長官（キム）
かつて清朝の役人だったが、革命後、自身の復権のために旧国宝の売却による資金調達をくわだて、部下とともにひそかに盗み出して廃屋に秘匿していた。蹴り技の達人。右目を失明している。見える方の目にロンがドラゴンキッカーの羽根を当て、ひるんだ隙に2階から突き落とされ倒された。
副長官
盗賊団のメンバーだったが、旧国宝を売却するという方針についていけず、重要な財宝を持って脱退し、命を狙われる身となる。
ウォン外務官
ジムの父。新政府の外務官であるが、長官ら盗賊団と通じ、旧国宝の売却先探しや商談を一手に引き受けていた。長官に裏切りを疑われ、ロンらの前で処刑されかけたが、間一髪で救われた。舶来品集めが趣味で、オルゴール、望遠鏡、ラッパ銃などを自宅の倉庫に保管していた。

### 登場するスポーツ
金毽子（ドラゴンキッカー／金杯争奪戦）
2チームで争われる球技。足を使って羽根（シャトルコック）を落とさないようにパスし合い（あるいは相手から奪い）、敵陣のゴールへ入れると1得点となる。ゴールはサッカーで用いるものより小さく、ハンドボールとほぼ同じである。1チームはフィールドプレイヤー4人とゴールキーパー1人で編成される。
プレー中に羽根を落とした際には最後に触れた選手の相手側によるフリーキックからのプレー再開となる（グラウンド内外で再開方法に差があるのかは不明）。また、ゴール周辺にペナルティエリアが存在するらしく、エリア内でのペナルティ発生時に限りペナルティキックからのプレー再開となる。試合形式は前半・後半の2部制で、後半終了時点で同点の場合は延長戦に入る。
大会形式は不明だが、作中ではすでに決勝戦となっており、ロン率いる龍翔隊（ドラゴンズ）がキラー率いる勇進隊（ブレーブス）と戦い、延長戦でブレーブス側のペナルティキックをキーパーのジムが弾いた直後、ロンがカウンターのロングシュートを成功させて4-3で勝ち越し、優勝を果たした。
試合の実況アナウンサー（放送ではなく、やぐらの上に座ってメガホンで叫び、観客に聞かせる）を演じた何鑑江は、当時の香港でサッカーなどの実況中継を行っていた実際のスポーツコメンテーター（体育評述員）である。
搶包山（ゴールデンポイント争奪戦／黄金饅頭争奪戦）
4つの村落チームで争われる球技。1チームあたりの人数は約20人。竹で組んだ円錐状のやぐらの頂点に1個だけ置かれた「金饅頭」と呼ばれるボールをグラウンドに落として奪い合う競技。フィールド四方隅の台（ゴール）の上に、各チームのハチマキと同色の袋が1つずつ置かれており、最初に「金饅頭」を正しい色の袋に入れたチームの勝利となる。
グラウンドに落ちて以降の「金饅頭」はラグビー同様、1人の選手が持ったまま走ることでゴールへ向かうことができ、蹴るか投げることでパスを行う。「金饅頭」を奪うためには素手であればどんな手段を使ってもよく、またオフサイドラインの概念が存在しないとみられ、パスの方向も自由である。「金饅頭」を持った選手が自陣のゴールに到達しても、うまく袋に入れることができない限りはインプレー状態が続行する。
壮絶な死闘のすえ、ロンやジムの属する東村が勝利した。
競技のモデルとなった長洲搶包山は香港・長洲島の伝統行事で、映画公開当時は、1978年に起きた事故を受け、香港政庁の要請によって開催を休止していた（2005年に再開）。

## キャスト・日本語吹替
| 役名                              | 俳優                        | フジテレビ版 | ソフト用新録版 |
| --------------------------------- | --------------------------- | ------------ | -------------- |
| ロン                              | ジャッキー・チェン          | 石丸博也     | 石丸博也       |
| 副長官                            | チャーリー・チャン          | 仲木隆司     | 山路和弘       |
| シャオリー                        | シドニー・チャン            | 倉沢淳美     | 佐藤利奈       |
| ジム                              | マース                      | 屋良有作     | 森川智之       |
| ロンの父                          | ティエン・ファン            | 大塚周夫     | 野島昭生       |
| ウォン外務官 （ジムの父）         | ポール・チャン              | 大宮悌二     | 牛山茂         |
| 長官                              | ウォン・インシク （黄仁植） | 北村弘一     | 大塚芳忠       |
| 長官の手下                        | グォン・ヨンムン （権永文） | 青野武       | 若本規夫       |
| タンゴ （ロンの仲間）             | タイ・ポー                  |              |                |
| ホン （ロンの仲間）               | チェン・カンイェー          |              |                |
| セイおばさん                      | アンナ・ン                  |              |                |
| キラー （ブレーブスのキャプテン） | フォン・ハックオン          |              |                |
| 家庭教師                          | ウー・チャーシャン          |              | 緒方賢一       |
| 審判員                            | フォン・ファン              | 雨森雅司     | 樋浦勉         |
| 実況アナウンサー                  | 何鑑江                      | 広川太一郎   | 堀内賢雄       |

- フジテレビ版 - 初放送：1985年10月19日 フジテレビ 『ゴールデン洋画劇場』（2012年版BD収録）

その他 - 村山明、目黒裕一、小宮和枝、島沢弘隆、岡和男、幹本雄之、向殿あさみ、栗原美紀子、杉原康、滝田絵子、大宮かおる

## スタッフ
- 監督・脚本・武術指導：ジャッキー・チェン
- 脚本：エドワード・タン、バリー・ウォン（黄炳耀）[注釈 1]
- 武術指導：ユン・ケイ、フォン・ハックオン（中国語版）
- 音楽：フィリップ・チャン（中国語版）
- 製作：レイモンド・チョウ、レナード・ホー（中国語版）
- 製作会社：ゴールデン・ハーベスト、ロー・ウェイ・カンパニー（中国語版）、オーソリティ・フィルムズ（拳威影片）
- 日本版イメージソング：タイム・ファイブとクン・フー・エクスプレス[2]
  - 「ドラゴンロード」 - 作詞：J. Keeling 作曲：藤丸
  - 「The joker went wild（続・ジャッキー・チェンのテーマ）」 - 作詞：Linda Hennrick 作曲：水谷公生

日本語吹き替えスタッフ（フジテレビ版）
- 演出：春日正伸
- 翻訳：額田やえ子
- 調整：遠西勝三
- 効果：南部満治、大橋勝次
- 選曲：河合直
- 録音：ニュージャパンスタジオ
- 配給：東宝東和
- 制作：ニュージャパンフィルム

日本語吹き替えスタッフ（新録版）
- 演出：市来満
- 翻訳：高橋結花

## 製作
監督のジャッキーが納得の行くシーンを撮影することに徹底的にこだわったことから、NGシーン(特にシャトルコックサッカーのシーン）は膨大な量にのぼり、1本の映画作品撮影中に生じた不採用フィルムの量が世界一になった映画作品として、ギネス世界記録に登録されている（2012年時点）。ゴールデンポイント争奪戦の撮影中に2名のスタントマンが亡くなっている（香港工商日報1981年3月31日版記事より）。

## メイキング映像

### 香港版予告編
メイキング映像を中心とした5分以上ある予告編。ゴールデンポイント撮影風景(けが人多数）、ドラゴンキッカー、本編で削除された街中でのシーン、屋敷での誕生日お祝いの様子、台湾TV番組のインタビューの様子、敵アジトの屋根から凧と転げ落ちる別カメラ(ハイスピード撮影ではない）からのショット、屋敷の庭で父親に拳法の練習成果を披露するシーンの別テイク、などが収録されている。

### NHK 海外ウィークリー
NHKの海外ニュースを取り扱った土曜日夜19:20~20:00まで放送されていた番組。キャスターは小林和男、野中ともよ。香港ゴールデンハーベストスタジオにて納屋でのウォンインシックとの格闘シーンを撮影中のジャッキーにインタビュー。本編には収録されていない格闘シーンを見ることができる。

### The New You Asked For It
アメリカABC放送番組「The New You Asked For It 」で台湾撮影中のジャッキーにインタビュー。寺院での格闘シーンのメイキング映像が収録されている。

### 中華圏TV番組（番組名不明）
予告編にも収録されているインタビュー番組(番組名不明）。本編で削除された街中でのシーンの撮影風景が見れる。

### 歓楽満東華’81 （Tung Wah Charity Show）
香港TVBの番組「歓楽満東華」の映像。香港ゴールデンハーベストスタジオの納屋のセットでTV司会者らの前でアクションを披露する。劇場本編同様に梯子で2階にあがり、梁を早駆けで渡ってから1階に下りてくるという失敗したら大けがになるようなアクションを簡単にやってのける。またTV局に車で到着後に獅子舞に歓迎されながらマネージャーのウイリーと共にスタジオ内に到着し、司会者らのインタビューを受ける。

## 編集バージョン
本作の初期ラフカットバージョンは5時間にも及ぶもの、または2時間45分ものバージョンがあったなどの噂がある。
編集バージョンについては大きく分けて2種類あり、香港などで初期上映されたものと、日本を含む海外各国で公開されたものである。
1．香港を含む一部にて初期上映されたバージョン(WORK-IN- PROGRESS CUT )　103分
俗に「大陸版」と呼ばれているバージョン。この本編を鑑賞したサモ・ハン・キンポーがインタビュー答えている。
”ジャッキー・チェン（成龍）監督・主演の1982年の映画「ドラゴンロード」では、ラストシーンについて映画館で鑑賞している観客の反応が薄く、気になったためすぐさま撮り直しを決定。2～3日を費やして新たに完成させたのだが、問題のシーンを今度はオープニングに持ってきたため、すでに映画を観た観客をびっくりさせた、と語っている。”
劇場公開版では「羅維影業有限公司」のロゴで始まり、監製「拳威影片有限公司」、「陳自強」が白字でクレジットされている。
現在ソフト化されているものは変更されている。
2．追加撮影、構成変更ならびに再編集を行ったもの（HONG KONG THEATRICAL CUT）　96分
日本劇場公開されたバージョン。国内のビデオソフト（VHS、LD）は長らくこのバージョンをもとにしていた。

## 削除シーン
- ドラゴンキッカーの試合前に4人で歌いながら屋敷から試合会場に向かうシーン（日本版ロビーカードより）。
- ウォンインシク、グォンヨンムン、チャーリーチャンらがアジトで国宝を扱うシーン（香港版ロビーカードより）。
- キジ狩りシーンでのジャッキーとマースが木の上から望遠鏡を使いキジを探しているシーン（ユーゴスラビア版ロビーカードより）。
- チャーリーチャンが怪我を負い寺院に逃げ込む前の平野でのウォンインシクらとの格闘シーン。（スペイン版ロビーカードより）。
- 街中での若者同士の乱闘シーン（撮影された形跡が撮影現場映像、香港版予告編、写真などで確認できる）[8]
- 屋敷の庭で机(または椅子）を逆さに積み重ねた上に乗った状態のお仕置き（マースとの街中での喧嘩）と思われるシーン[9]。香港映画雑誌『銀色畫報 Spotlight』1981年53号にはこのシーンの撮影風景の写真が掲載されている。
- ジャッキー、タイポ、チェン・カンイェーが屋敷内の庭で父親からお仕置きされるシーン（スペイン版ロビーカードより）。
- 詩の暗唱シーンでの父親におしりをたたかれるカット

## ロケ地
湖口台地和湖口裝甲部隊基地 (台湾）